# Heinz Cattani
Heinz Cattani (1908-2001) fue un deportista suizo que compitió en bobsleigh. Ganó una medalla de oro en el Campeonato Mundial de Bobsleigh de 1939, en la prueba cuádruple.

## Palmarés internacional
| Campeonato Mundial | Campeonato Mundial         | Campeonato Mundial | Campeonato Mundial |
| Año                | Lugar                      | Medalla            | Prueba             |
| ------------------ | -------------------------- | ------------------ | ------------------ |
| 1939               | Cortina d'Ampezzo (Italia) | Medalla de oro     | Cuádruple          |